# 默尔特河畔蒙
默尔特河畔蒙（法語：Mont-sur-Meurthe，法語發音：[mɔ̃ syʁ mœʁt]）是法国默尔特-摩泽尔省的一个市镇，位于该省南部，默尔特河左岸，属于吕内维尔区。

## 地理
默尔特河畔蒙（48°33'18"N, 6°26'34"E）面积9.51 平方千米，位于法国大東部大區默尔特-摩泽尔省，该省份为法国东北部内陆省份，是洛林的一部分，北邻比利时、卢森堡，北起顺时针与摩泽尔省、下莱茵省、孚日省和默兹省接壤。
与默尔特河畔蒙接壤的市镇（或旧市镇、城区）包括：布兰维尔叙洛、拉马特、雷安维莱、维特里蒙、克塞尔马梅尼勒。

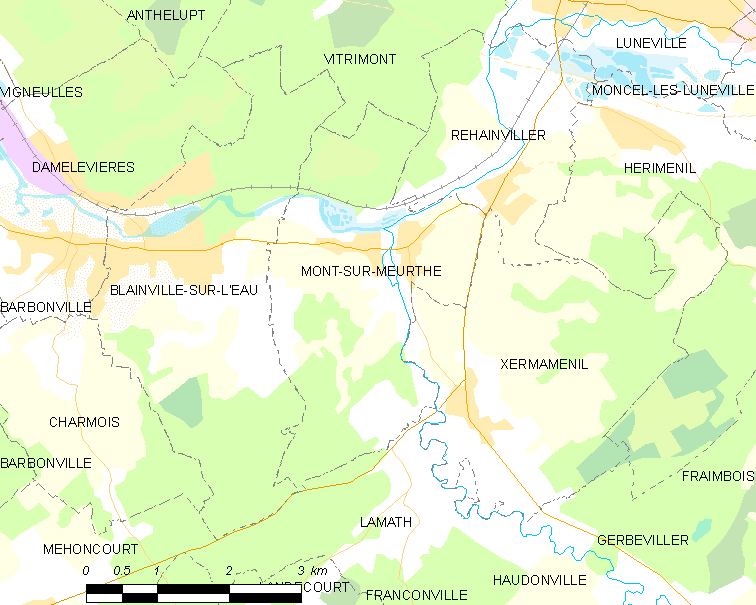
默尔特河畔蒙的OSM定位图

默尔特河畔蒙的时区为UTC+01:00、UTC+02:00（夏令时）。

## 行政
默尔特河畔蒙的邮政编码为54360，INSEE市镇编码为54383。

## 政治
默尔特河畔蒙所属的省级选区为吕内维尔第二县。

## 人口

1962-2008年间默尔特河畔蒙人口变化图示

默尔特河畔蒙于2022年1月1日时的人口数量为1132人。